# Anomologa
Anomologa là một chi bướm đêm thuộc họ Gelechiidae.